# Nårunga församling
Nårunga församling är en församling i Kullings kontrakt i Skara stift. Församlingen ligger i Vårgårda kommun i Västra Götalands län. Församlingen ingår i Vårgårda pastorat.

## Administrativ historik
Församlingen har medeltida ursprung. 
Församlingen var till 2002 moderförsamling i pastoratet Nårunga, Skogsbygden, Ljur, Ornunga, Kvinnestad och Asklanda. Från 2002 ingår församlingen i Vårgårda pastorat och 2006 införlivades i denna församling Skogsbygdens och Ljurs församlingar. Församlingarna hade sedan 1851 en gemensam kyrka.

## Kyrkor
- Nårunga kyrka